# Arraial d'Ajuda
Arraial d'Ajuda o Arraial da Ajuda è una località turistica brasiliana dello stato di Bahia, nel distretto di Porto Seguro.

## Geografia

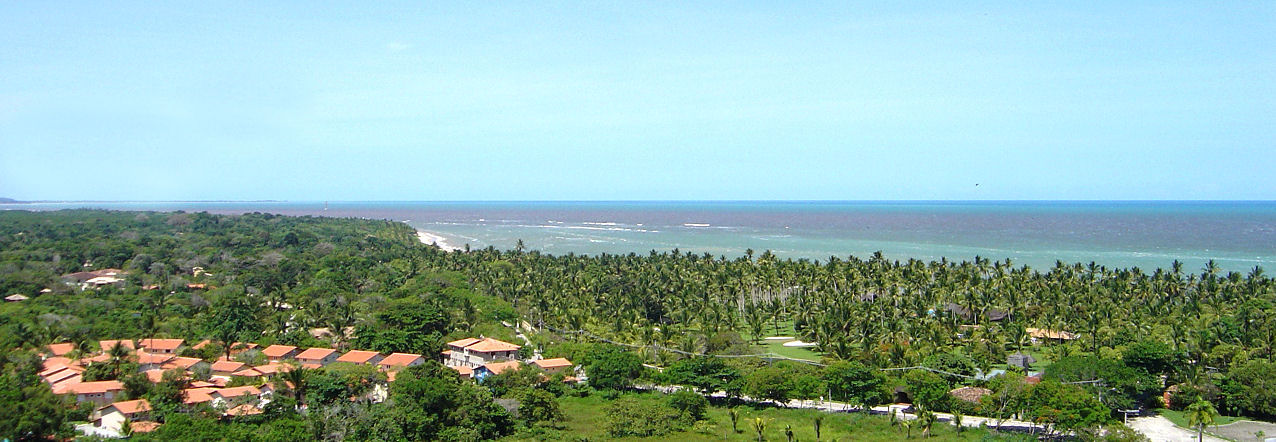
Arraial d'Ajuda

Arraial d'Ajuda è situata su un altopiano in prossimità della costa. Il rio Buranhém la separa da Porto Seguro, che dista circa 5 km. Con Porto Seguro e Trancoso è compresa nella Costa do Descobrimento, ed è una meta molto ricercata per la vicinanza del mare, per la sua elegante semplicità, per la sensazione di relax, oltre che per la movida, ovvero la sua vita notturna. Ad Arraial d'Ajuda si trova la famosa Estrada do Mucugê, che conduce all'omonima spiaggia e si fregia dell'appellativo di rua mais charmosa do Brasil (strada più elegante del Brasile dove, per elegante, si intende un misto di raffinata semplicità), in cui si fondono architetture tropicali con uno stile di vita decisamente cosmopolita.

## Storia
Arraial d'Ajuda è un borgo antico popolato dai portoghesi fin dal XVI secolo. Il nome deriva dall'omonima chiesa di Nossa Senhora d'Ajuda, edificata dai gesuiti nel 1549 sul promontorio ove sorge l'insediamento e ritenuta una tra le più antiche costruzioni del Brasile. La "scoperta" di Arraial d'Ajuda da parte del movimento hippie negli anni 1970 è all'origine dello sviluppo della località, trasformatasi progressivamente in una meta turistica d'élite.

## Galleria d'immagini

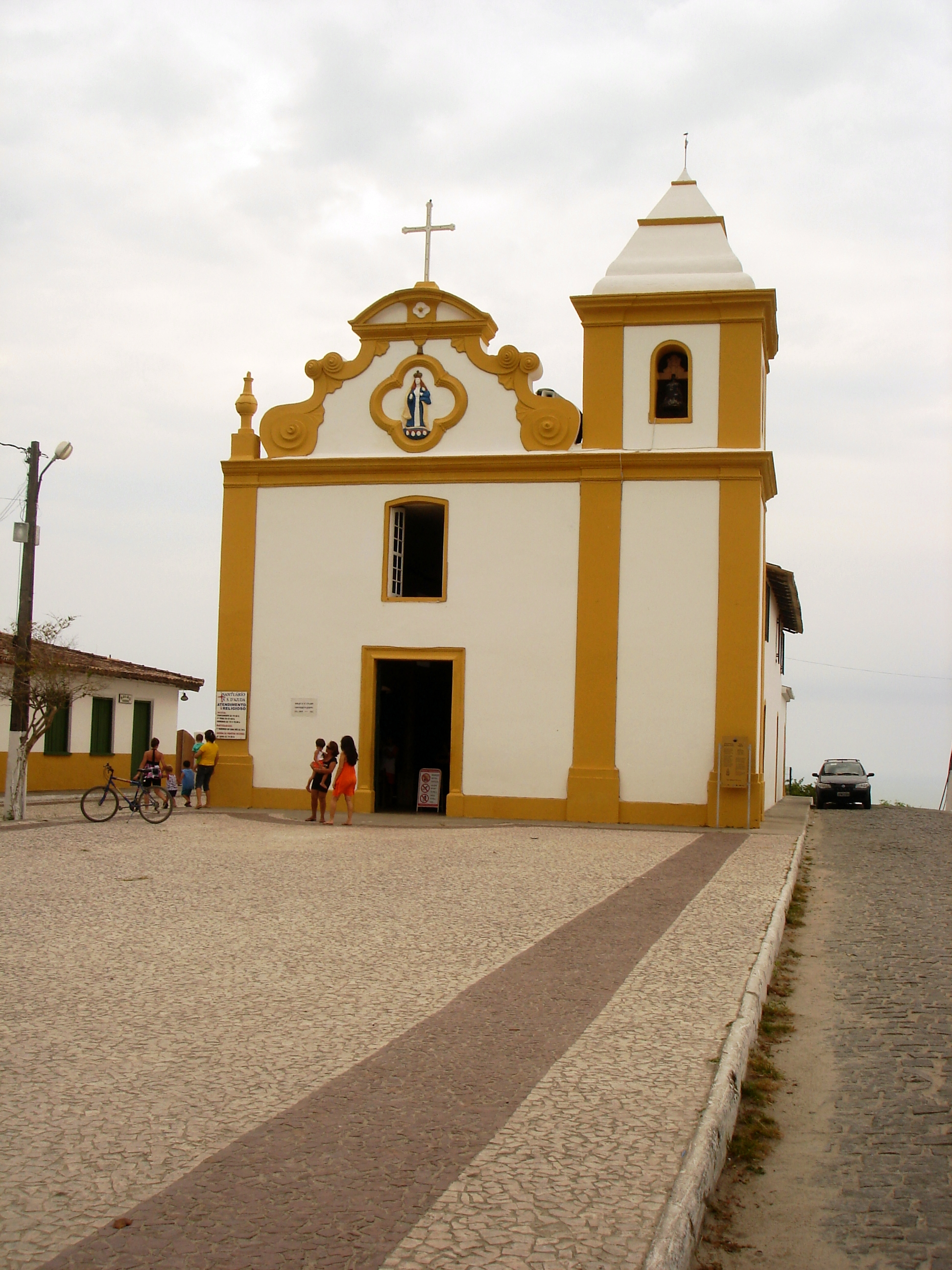
Nossa Senhora d'Ajuda.
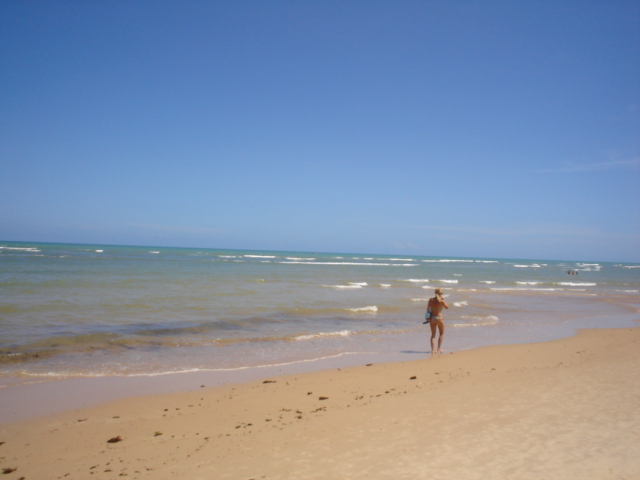
Spiaggia
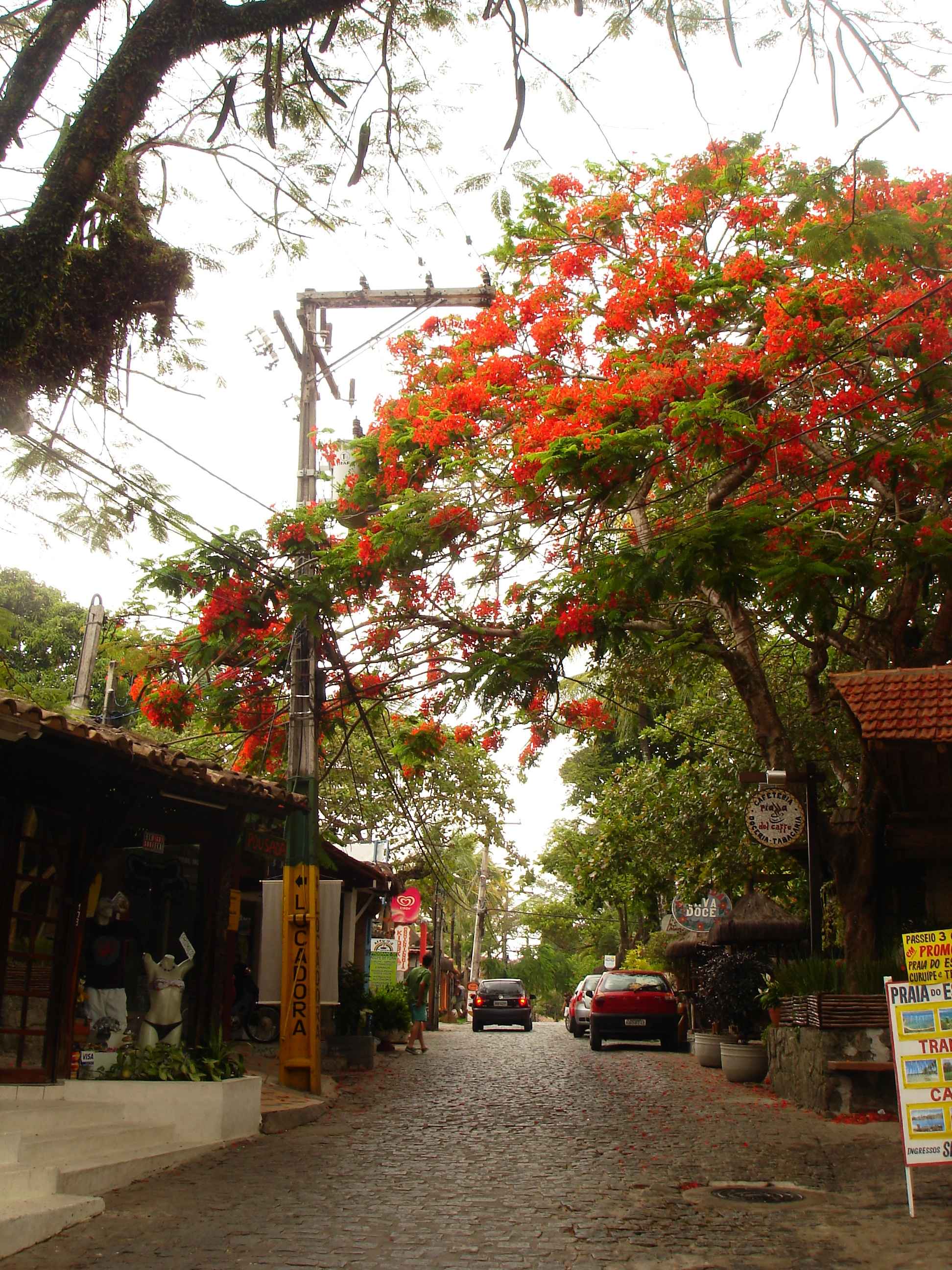
Estrada do Mucugê.